# First Kill
Ne doit pas être confondu avec First Kill (série télévisée).
Pour plus de détails, voir Fiche technique et Distribution.
First Kill ou Instinct de tueur au Québec est un film américain réalisé par Steven C. Miller, sorti en 2017.

## Synopsis
Un commissaire de police enquête sur deux faits liés, un braquage de banque et l'enlèvement d'un enfant, avec l'aide du père de ce dernier.

## Fiche technique
- Titres original et français : First Kill
- Titre québécois : Instinct de tueur
- Réalisateur : Steven C. Miller
- Scénario : Nick Gordon
- Musique : Ryan Franks et Scott Nickoley
- Décors : Niko Vilaivongs
- Costumes : Bonnie Stauch
- Photographie : Brandon Cox
- Montage : Thomas Calderon
- Production : Randall Emmett, George Furla et Mark Stewart
- Sociétés de production : Emmett/Furla Oasis Films et Ingenious
- Société de distribution : Lionsgate Premiere
- Pays de production :  États-Unis
- Langue originale : anglais
- Format : couleur - 2,35:1
- Genre : policier
- Durée : 97 minutes
- Dates de sortie :
  - États-Unis : 21 juillet 2017
  - Québec : 17 octobre 2017 (DVD, Blu-ray et VOD)
  - France : 20 novembre 2017 (télévision) ; 4 septembre 2018 (DVD, Blu-ray et VOD)

## Distribution
- Hayden Christensen (VF : Emmanuel Garijo ; VQ : Martin Watier) : William « Will » Beamon
- Bruce Willis (VF : Patrick Poivey ; VQ : Jean-Luc Montminy) : le commissaire Marvin Howell
- William DeMeo (VFB : Michelangelo Marchese) : Richie
- Magi Avila (VFB : Sophie Pyronnet) : Adele
- Tyler Jon Olson (VFB : David Manet) : Tom
- Jesse Pruet : l'officier Lewis
- Gethin Anthony (VFB : Bruno Mullenaerts ; VQ : Gabriel Lessard) : Levi
- Chelsea Mee : Tammy
- Shea Buckner (VFB : Nicolas Matthys) : Charlie
- Megan Leonard (VFB : Séverine Cayron ; VQ : Catherine Hamann) : Laura Beamon
- Deb G. Girdler (VQ : Daniel Arcand) : Dottie
- Ty Shelton (VQ : Adam Moussamih) : Danny

## Production
Le tournage a lieu en août 2016 à Granville (Ohio).